# Gaspare Sanseverino
Gaspare Sanseverino, meglio conosciuto come Fracasso o Fracassa (1455 circa – Roma, 28 maggio 1519), è stato un condottiero e diplomatico italiano. Famoso per il furore bellico e l'eccezionale audacia, fu anche definito dai contemporanei il nuovo Achille per la sua apparente indistruttibilità, nonché figlio di Marte e Fulgore in battaglia.
Fu signore di Piadena, Calvatone, Spineda, Cittadella, Mandello del Lario, Bellano e Varenna. Valente uomo d'armi, fu al servizio di diverse signorie e uno dei più stretti collaboratori di Ludovico il Moro.

## Il soprannome
Fin dalla prima giovinezza venne soprannominato dai soldati Fracasso per la sua prestanza fisica, nonché per la sua furia bellica, e come tale, quasi mai col suo nome proprio, sempre menzionato. Parrebbe che la variante Fracassa - che fu poi la preferita dai moderni - sia presente solo in alcuni storici, fra cui Niccolò Machiavelli, Sigismondo de' Conti e Francesco Guicciardini, quantunque nella maggioranza delle cronache, delle lettere e dei documenti dell'epoca lo si trovi menzionato come "Ill. S. Fracasso". Altra variante fu, in francese, Fercasse o Forcasse.
(Sigismondo de' Conti, Storie de' suoi tempi.)
(Tristano Calco, Nuptiae mediolanensium et Estensium principum)
(Corpus Chronicorum Bononiensium p. 476)
Bernardino Corio, parlando di Roberto, ne dice: "Gasparo, cognominato Fracasso, suo figliolo, veramente a questi tempi un nuovo Achille". Marin Sanudo lo definì "quasi un altro Marte e fulgore in battaglia", dicendo che "era da li nemici temuto per il terrore del nome". In linguaggio cifrato fu anche soprannominato Yris.

## Aspetto e personalità

### Personalità
Proprio come il padre Roberto, Fracasso fu violento, impulsivo, permaloso, facile all'ira: numerosi sono gli episodi ricordati nelle varie fonti delle volte in cui insultò personalità anche importanti o in seguito ad una lite se ne andò adiratissimo. Aveva il vizio della bestemmia. Nondimeno fu assennato e di buon cuore, sebbene Luigi XII lo definisca "un pazzo".
Il cronista Andrea Prato lo dice "tanto più ardito quanto meno era il Principe [Ludovico] animoso". Fu campione imbattuto nelle giostre e nei tornei, cui non perdeva mai occasione di partecipare, e riportava quasi sempre il primo premio.
Pier Desiderio Pasolini identificò in Fracasso e Caterina Sforza i protagonisti di un aneddoto riportato da Baldassarre Castiglione nel suo Cortegiano, per cui un condottiero rifiutò l'invito di una "valorosa donna" ad unirsi alle danze e agli altri divertimenti, dicendo che la guerra era il suo unico mestiere e che non ne conosceva altri.
(Baldassarre Castiglione, Il libro del Cortegiano (1528))
Veramente Marin Sanudo assicura che, nel 1497, "li erra [a Venezia] Frachasso con la moglie, et le Damisele dila Regina, balò, e benissimo".

### Aspetto fisico
Sigismondo de' Conti ed Ercole Cinzio Rinucci concordano nel dirlo di molto bell'aspetto ("bello quanto un dio"), anzi di "straordinaria bellezza", almeno prima del ferimento dell'85, in seguito al quale rimase sfigurato e con la mascella deformata, tanto da poter ingerire solo cibi liquidi e da non avere controllo sulla salivazione, costringendolo a portare in bocca una pezzetta per non sbavare.
Un suo ritratto, datato approssimativamente al 1491, si trova in un incunabolo della Divina Commedia curato dal francescano Pietro da Figino e miniato da Antonio Grifo, fra le pagine del XV canto del Paradiso - il cielo di Marte - dove compare sotto la scritta "divo Fraccasso di Marte figlio". L'originale è conservato presso la biblioteca della Casa di Dante in Roma.
Marin Sanudo lo dice di bassa statura, tuttavia l'Armatura della Pace che gli è attribuita - con la quale nel 1498 si presentò alla giostra cui lo aveva sfidato l'imperatore Massimiliano - indica un'altezza di 1,85 m.

## Biografia

### Primi anni
Fu il figlio secondogenito (sopravvissuto) di Roberto Sanseverino, stimatissimo uomo d'armi d'origini napoletane, e di Giovanna da Correggio, nobile emiliana figlia di Giovanni di Gherardo VI da Correggio. Non se ne conosce né il luogo né la data di nascita, la quale si aggira comunque fra il 1450 e il 1455, e probabilmente in Lombardia, essendo intanto il padre passato al servizio dello zio Francesco Sforza. Nel biennio 1458-59 abitò sicuramente a Milano, presso la corte sforzesca, dove la madre Giovanna si era fermata a risiedere insieme ai figli, in attesa del ritorno del marito dal suo pellegrinaggio in Terrasanta. Nel 1460 la famiglia rimpatriò nel regno di Napoli.
Compì la sua formazione militare al seguito del padre Roberto. La sua attività di uomo d'armi ebbe ufficialmente inizio nel 1475, al fianco dei fratelli Gianfrancesco, Antonmaria e Galeazzo, al soldo della Repubblica di Firenze. Il 26 gennaio dello stesso anno sposò Margherita Pio di Savoia, figlia di Gian Ludovico conte di Carpi e nipote di Lorenzo de' Medici.

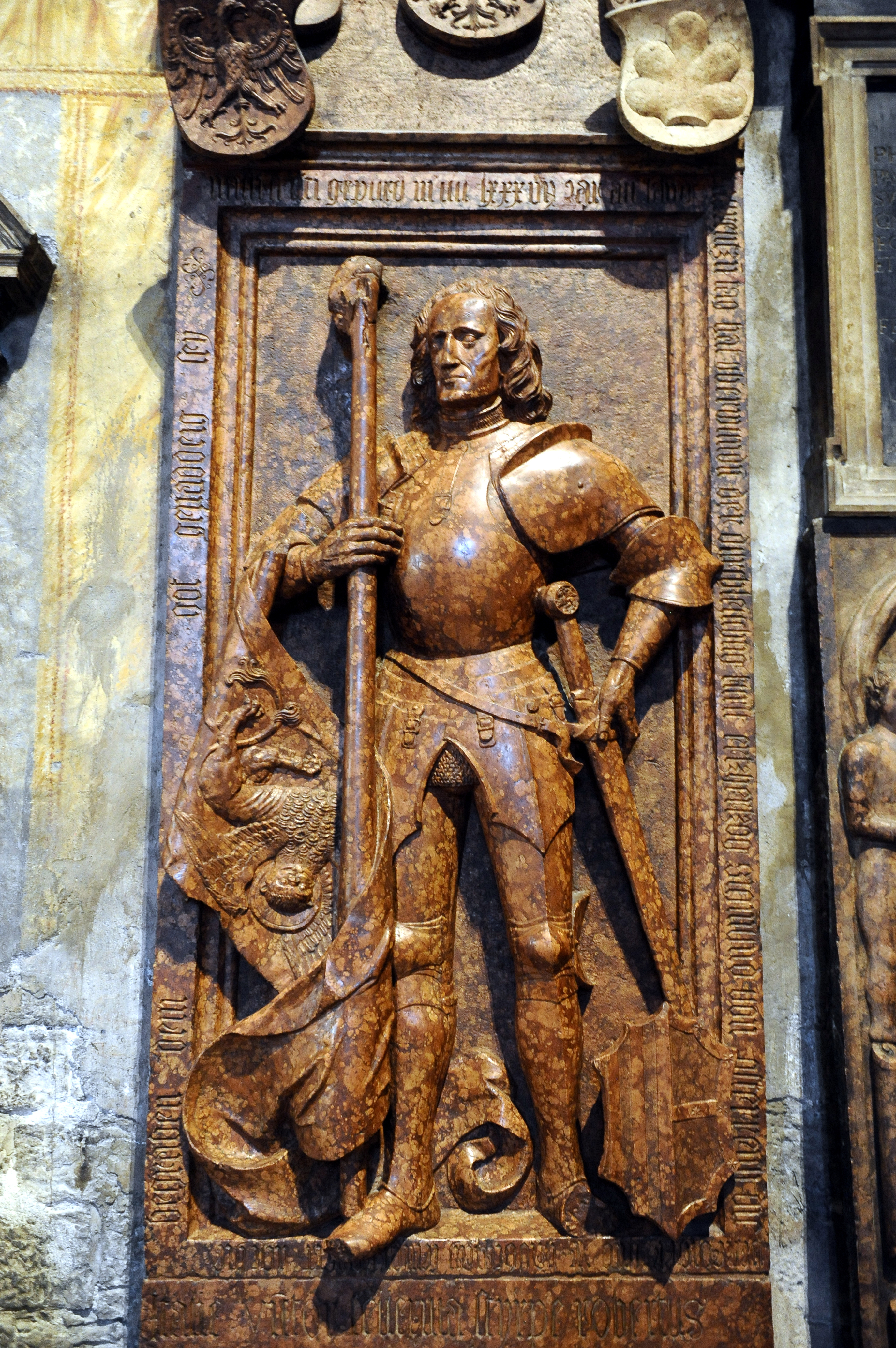
Roberto Sanseverino, padre di Fracasso

Nel settembre 1479 - stando a quanto riferisce il cronista ferrarese Caleffini - il padre Roberto, allorché fu richiamato a Milano dalla duchessa Bona con la quale era entrato precedentemente in contrasto, mandò avanti per ostaggio il proprio secondogenito, ossia Fracasso, in modo tale che si mettessero d'accordo.
Nel luglio 1480 partecipò ad una giostra tematica a Ferrara, dove si combatté per decidere se impiccare o meno il dio Amore come "ribaldo": Fracasso, insieme ad altri due cavalieri, diceva di "volere obtenire ch'el sia impicato" e giostrò perciò contro molti "zintilhomini inamorati" che venivano in difesa del dio, ma "non tegnendo revale loro tri, volevano apichare il dio d'amore, essendoli le forche et el dio d'Amore et lo manegoldo in piaza". Alla fine, "per havere facto melgio epso Fracasso, fu data sentenza ch'el dio d'amore meritava essere impiccato", ma il duca Ercole - come di consueto - "per amore de li inamorati" donò al dio "la vita de gratia".
L'anno successivo tornò a giostrare a Ferrara insieme a due suoi fratelli e "per havere facto melgio che li altri" ebbe il primo premio.
Nel 1480 venne inviato dal padre Roberto in aiuto degli zii della moglie Margherita Pio Carpi di Savoia, Giammarsiglio, Tommaso, Gianprincivalle e Bernardino, che intendevano recuperare la signoria di Carpi, ma il tentativo fallì.

### Guerra del Sale (1482-1484)
All'inizio del 1482, quando il padre Roberto entrò in contrasto con Ludovico il Moro e lasciò Milano, le loro mogli, ossia Lucrezia Malavolti e Margherita Pio Carpi, furono condotte a Milano come ostaggi.
Quando scoppiò la cosiddetta Guerra del Sale tra Venezia e Ferrara, insieme al padre e ai fratelli, Fracasso ottenne una condotta dalla Repubblica di Venezia per combattere contro gli Estensi di Ferrara e in Lombardia contro il ducato di Milano. Risulta che egli fosse a capo del campo paterno quando nell'agosto-settembre 1482, dopo averla lungamente bombardata, con "molte parole e minaze" persuase il castellano Cristoforo di Montecchio a cedergli la rocca di Rovigo, punto strategico fondamentale del ferrarese.
Verso la fine di luglio risulta che fosse stato ferito, forse da una spingarda, mentre agli inizi di settembre risulta che insieme al padre fosse gravemente ammalato a Padova.
Nel novembre assaltò il Barco di Ferrara con balestrieri e cavalleggeri e si scontrò coi ferraresi sopra un ponte vicino le mura, dove restarono molti feriti ma pochi morti. La vicinanza dei roberteschi alle mura della città mandò subito in allarme i ferraresi.
Nel giugno 1483 due dei suoi fratelli, Gian Francesco e Galeazzo - vedendosi forse trascurati dal padre che riservava ogni onore a Fracasso, pur essendo Gian Francesco il primogenito - decisero di disertare la condotta veneziana e di passare al servizio di Ludovico il Moro. Fracasso insieme al fratello minore Antonio Maria rimase invece col padre fino alla sua morte.
Nel novembre dello stesso anno gli fu teso un tranello a Grinzato o Genzano (che corrisponde verosimilmente a Quinzano), nel veronese: sapendo ch'egli doveva venire a prendere possesso del castello del luogo, Ludovico il Moro mandò alcune squadre di genti d'arme che entrarono nel castello di notte occultamente. Il giorno seguente questi aprirono le porte a Fracasso, mostrando di avere paura, ma, come fu dentro insieme alle proprie squadre, vennero alle mani, in modo che molti uomini di Fracasso furono uccisi e il resto preso prigioniero. Fracasso con pochi riuscì a fuggire alla cattura, sebbene per poco non fu preso.
Caleffini riferisce che nel luglio 1484 era giunta notizia di come Gian Giacomo Trivulzio, "inemicissimo" di Roberto, avesse promesso una sua figlia in moglie a Fracasso, e di come si erano "insieme facti amici et parenti". Ciò tuttavia non sarebbe possibile, poiché a quell'epoca Fracasso era già sposato.
Nel settembre 1484 si trovava presente a Venezia alla pubblicazione della pace.
Nell'aprile del 1485 fu a Ferrara in occasione del Palio di San Giorgio, dove alla celebrazione religiosa era "a brazo" con il giovane marchese di Mantova Francesco Gonzaga. Successivamente scoppiò una lite fra i due, tanto che il cronista Ferrarini riferisce che "irato è partito Fracasso per haver habuto parole inzuriose con lo marchexe di Mantoa deli barbari loro et del palio et de altre cose, in modo che per questo se sono partiti ozi coruzati".
Il cronista Caleffini raccoglie una voce secondo la quale nel settembre 1485 Fracasso sarebbe stato bandito da Venezia per l'omicidio nel padovano di una nobildonna veneziana da lui amata; ossia, essendo andata questa donna con alcune serve ad attingere l'acqua a un pozzo in campagna, egli l'avrebbe seguita e voluta baciare per forza; la fanciulla lo avrebbe a quel punto colpito con un secchio d'acqua, al che Fracasso, per reazione, l'avrebbe uccisa con un'arma che portava al fianco:
(Ugo Caleffini, Croniche 1471-1494)
Questo episodio - certo di grande rilevanza - non è però riportato da nessun altro storico o cronista, e qualche anno dopo egli sarebbe comunque tornato a chiedere la condotta di Venezia. È possibile che, a causa della distanza, la voce fosse giunta a Ferrara distorta rispetto alla reale dinamica dell'evento, come non di rado accadeva per eventi distanti nel tempo e nello spazio. Infatti da alcune fonti lucchesi risulta che egli fosse stato bandito sì per omicidio, ma non di una donna, bensì di un gentiluomo padovano, sebbene anche in questo caso la voce sia riportata come incerta.

### Condotta pontificia
Alla fine del 1485 passò al servizio dello Stato Pontificio con papa Innocenzo VIII. Nel corso della guerra contro gli Orsini, Roberto Sanseverino, per disgiungere le forze di Virginio, con un piccolo numero di fanti e trentadue squadre di cavalli decise, il 24 dicembre, di dare l'attacco al Ponte Nomentano, mandando avanti il figlio:
(Camillo Porzio, La congiura dei Baroni del regno di Napoli contra il re Ferdinando I)
Mentre dunque, "trasportato da soverchio ardire e caldo di gioventù" combatteva in testa ai propri uomini, venne raggiunto da uno scoppio di archibugio (per altre fonti di bombarda o di passavolante) che gli trapassò le guance da lato a lato.
In seguito a questa ferita, come racconta lo storico Camillo Porzio, Fracasso rimase "poco men che morto". Roberto Sanseverino, che fino ad allora era rimasto a guardare la campagna con la cavalleria, "dolente a morte" per aver veduto il figlio prediletto cadere e "desideroso che quel terreno che doveva seppellire il figliuolo anche il padre ricoprisse", si lanciò all'assalto e rinvigorì in tal modo gli animi che in breve prese il ponte. Quindi "l'adirato capitano" passò a fil di spada tutti i terrazzani senza distinzione, "come se, spargendo il sangue di coloro, la ferita del figliuolo guarisse". In verità dalle fonti coeve non risulta di nessuna rappresaglia commessa da Roberto nei confronti della popolazione civile, bensì soltanto contro la guarnigione del fortilizio, in particolare del bombardiere responsabile del ferimento:
(Diario romano)
(Lettera dell'ambasciatore ferrarese a Napoli Battista Bendedei, citata in Archivio storico per le province napoletane Volume 46)

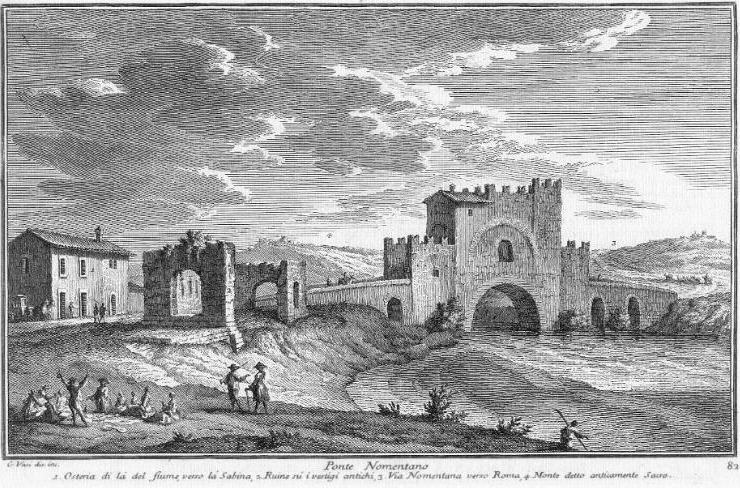
Il Ponte Nomentano in un'incisione del XVIII secolo.

Fracasso fu trasportato a Roma onde ricevere le dovute cure e in breve tempo si rimise, tuttavia perdette numerosi denti (soltanto quattro a detta di Sigismondo de' Conti)  e rimase storpiato nella lingua, tanto da divenire da quel momento in poi balbuziente e da non essere più in grado d'ingerire cibi solidi. Marin Sanudo scrive infatti che "per la qual ferita, Frachasso perse il parlar e malamente se intendeva parlando"; Bernardino Corio che "havendogli offeso le canne della gola, et la lingua, di continuo restò scilinguato, né altro che cibi liquidi poteva inghiottire", e Andrea Bernardi che "tamen lui remase astirpiate dela bocha, che ie pareva alquante dente, come ad ogn'ome era manefeste".
(Sigismondo de' Conti, Storie de' suoi tempi.)
Queste poche commoventi parole scrisse tempo dopo il padre Roberto a Innocenzo VIII, a seguito del voltafaccia del Pontefice, rammentandogli tutti i sacrifici e le sofferenze patite in suo servizio:
(Lettera di Roberto Sanseverino a Innocenzo VIII, penultimo di ottobre 1486.)
E così all'imperatore:
Questo episodio venne additato da taluni suoi contemporanei come una sorta di punizione divina nei confronti di Fracasso, il quale aveva il vizio di bestemmiare fortemente e sarebbe dunque stato punito con la perdita della propria bellezza:
ben che havesse la lingua mal disposta,

nel biastemar non se incapava un pelo;

cossì con furia a' nimici s'acosta, 

urtando e percotendo or questo or quelo:

a chi li denti, a chi el cervello amosta, 

assai ne va occidendo e percotendo,

e pur ognora sempre biastemando.

O quanto ha in odio la biastema Idio!

Costui non era anchora castigato,

che per questo peccato tristo e rio

una bombarda un giorno gli ebe dato

nel viso, che era bello quanto un dio,

e l'hebbe tutto quanto transformato, 

e lui pur sempre volse biastemare, 

forsi che Dio l'ha voluto impagare!»
(Ercole Cinzio Rinucci. Historia nova de la Rotta e presa del Moro e Aschanio e molti altri baroni.)
Già un paio di mesi dopo pare fosse tornato nella sua piena forma. Nel marzo il Diario romano lo registra come vincitore di un palio che fu corso da Campo dei Fiori a Piazza San Pietro.
Nel gennaio del 1487 lo si ritrova a Bologna come partecipante alla giostra in onore delle nozze di Lucrezia d'Este con Annibale Bentivoglio, qui il duca Ercole I d'Este parlando di lui dice che "ha giostrato bene, et portatosse bene, et è gagliardo de la persona come mai", malgrado le sgradevoli conseguenze della ferita. Il palio fu aggiudicato a Francesco Gonzaga, genero del duca Ercole, e anche in questa occasione "fuli [vi furono] molte parole fra lui el signore Frachaso per[ché] dizeva che 'l marchexe non l'avea auto de bon". Ossia Fracasso riteneva che il marchese non si fosse meritato il palio e lo avesse avuto per raccomandazione.

### Condotta milanese

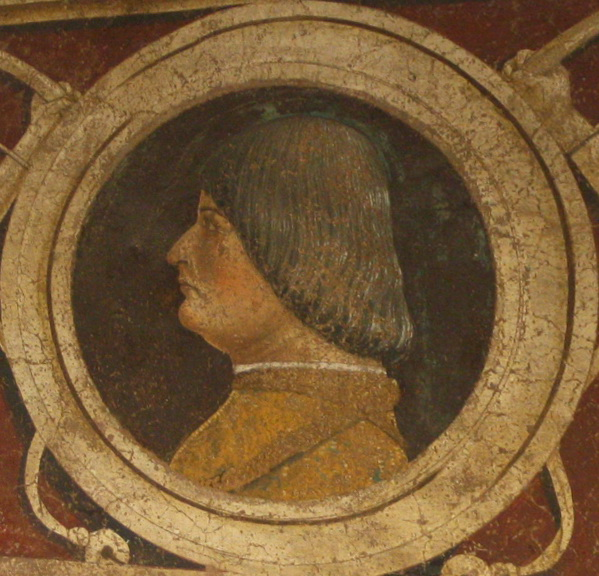
Il duca Ludovico il Moro. Tondo dal fregio rinascimentale strappato dal castello visconteo di Invorio Inferiore

Alla morte del padre Roberto, avvenuta nel 1487, gli fu offerto il comando delle truppe paterne. In seguito rimase al servizio della Serenissima finché, riconciliatosi con Ludovico il Moro e coi fratelli, verso il 1489-90 non passò a servire Milano.
Nel febbraio 1490, insieme al fratello Antonio Maria, partecipò a due giostre tenutesi a Mantova per le nozze di Francesco Gonzaga con Isabella d'Este, quindi ad una terza giostra che si tenne qualche giorno dopo a Ferrara. L'anno dopo a Milano partecipò alla memorabile giostra in costume per le nozze di Ludovico il Moro con Beatrice d'Este.
Nel 1492 l'imperatore Massimiliano I, che nutrì sempre per lui una grande ammirazione, lo onorò con molti regali e gli offrì una considerevole condotta di 60.000 ducati annui, più una provvisione di 2000 fiorini a vita, se fosse passato alle sue dipendenze, ma Fracasso preferì rimanere al servizio di Milano.
Amico della famiglia Gonzaga, ricevette nel 1492 dal marchese Francesco un palazzo nobiliare (Casa Torelli) nel centro della città, confiscato al condottiero Francesco Secco, caduto in disgrazia.

#### Prima calata dei francesi in Italia
Durante la discesa di Carlo VIII in Italia, per volere del duca Fracasso e il fratello Gian Francesco militarono tra le file francesi, accompagnando il sovrano fino in Romagna. La crudeltà dei francesi, tuttavia, destava scandalo tra gli italiani (abituati a guerre ben più onorevoli), cosicché durante il terribile sacco di Mordano, avvenuto nell'ottobre del 1494, Fracasso si impegnò in prima persona per salvare numerose donne dalla furia dei francesi, i quali violentavano e tagliavano il naso a molte. Quando il duca mutò alleanze, creando una Lega Santa per scacciare gli stranieri dalla Penisola, egli e il fratello rientrarono in Lombardia.
Nell'estate del 1495, durante l'assedio di Novara, che era stata occupata dal duca d'Orleans, si vociferò di un suo doppio gioco col re di Francia. I sospetti furono avvalorati dalla mancanza di rispetto che mostrò nel rispondere, durante un consiglio di guerra, al marchese di Mantova, il quale lo aveva accusato di mancata collaborazione. Non è chiaro se ciò corrispondesse al vero, ma è possibile che nel giugno la duchessa Beatrice si fosse recata al campo di Vigevano anche per verificare le sue intenzioni. 

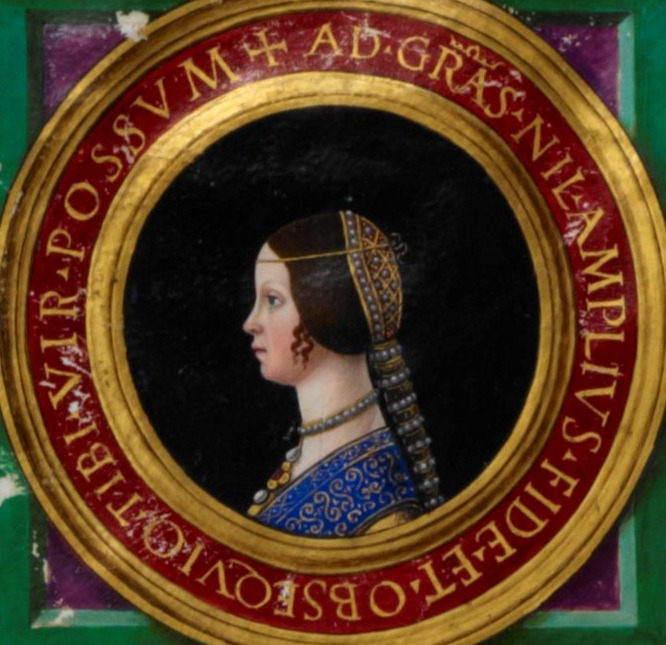
Miniatura della duchessa Beatrice d'Este

Sembra in ogni caso che Fracasso fosse in migliori rapporti con la duchessa, piuttosto che col duca: egli desiderava grandemente ottenere un palazzo che credeva confiscato al fratello Gian Francesco, in seguito a una sua presunta fuga. L'altro fratello Galeazzo, che si interessò del suo caso, scrisse direttamente al duca Ludovico al fine di intercedere in suo favore. Fracasso preferì invece rivolgersi alla duchessa Beatrice e la pregò di domandare in dono per lui il palazzo al marito, sostenendo ch'ella fosse la sua unica protettrice e che non voleva chiedere l'aiuto di nessun altro nelle proprie faccende private all'infuori di lei, certo ch'ella non l'avrebbe deluso, poiché in virtù della sua generosità era sempre pronta a soddisfare i suoi desideri: "Non ho altro refugio, né protectione che la Ex[cellentia] V[ostra], né voglio havere recorso ad altri in le cose mie che a quella, peroché so che per humanità sua non mi lassa troppo in desiderio".
Il 21 agosto ottenne licenza dal fratello Galeazzo, capitano generale, di compiere una scorreria notturna su Vercelli. Tornò il giorno seguente con un ricco bottino di bestiame e prigionieri, nonostante si fosse diffusa nel mentre la voce che fosse andato dal re di Francia.
Passato al soldo di Firenze nel marzo 1497, poco dopo la morte della duchessa, nell'aprile ruppe col duca di Milano e si ritirò a Spineda, mentre il Moro provvide a confiscargli tutti i beni. Si riconciliò poco dopo col duca, tanto da essere inviato come ambasciatore presso il marchese di Mantova.
Nel 1498 fu mandato a Forlì in difesa della contessa Caterina Sforza contro i Veneziani. Quest'ultima, in una lettera del 26 settembre allo zio Ludovico, ne lamenta la ruvida compagnia, dicendo che nonostante lo avesse tanto desiderato e accolto come un angelo liberatore, una mattina Fracasso, offeso, se n'era voluto andare:
(Caterina Sforza, lettera 26 settembre 1498)
Caduto il discorso su alcune querele fatte dai soldati, la contessa si meravigliò che si facessero simili lamentele che non erano mai state fatte altre volte quando aveva avuto genti milanesi in numero assai maggiore. Fracasso domandò: "quando? quando? al tempo di chi?" e la contessa rispose: "al tempo di Zampiero del Bergamino e del conte Borello". Allora Fracasso:
(Caterina Sforza, lettera 26 settembre 1498)

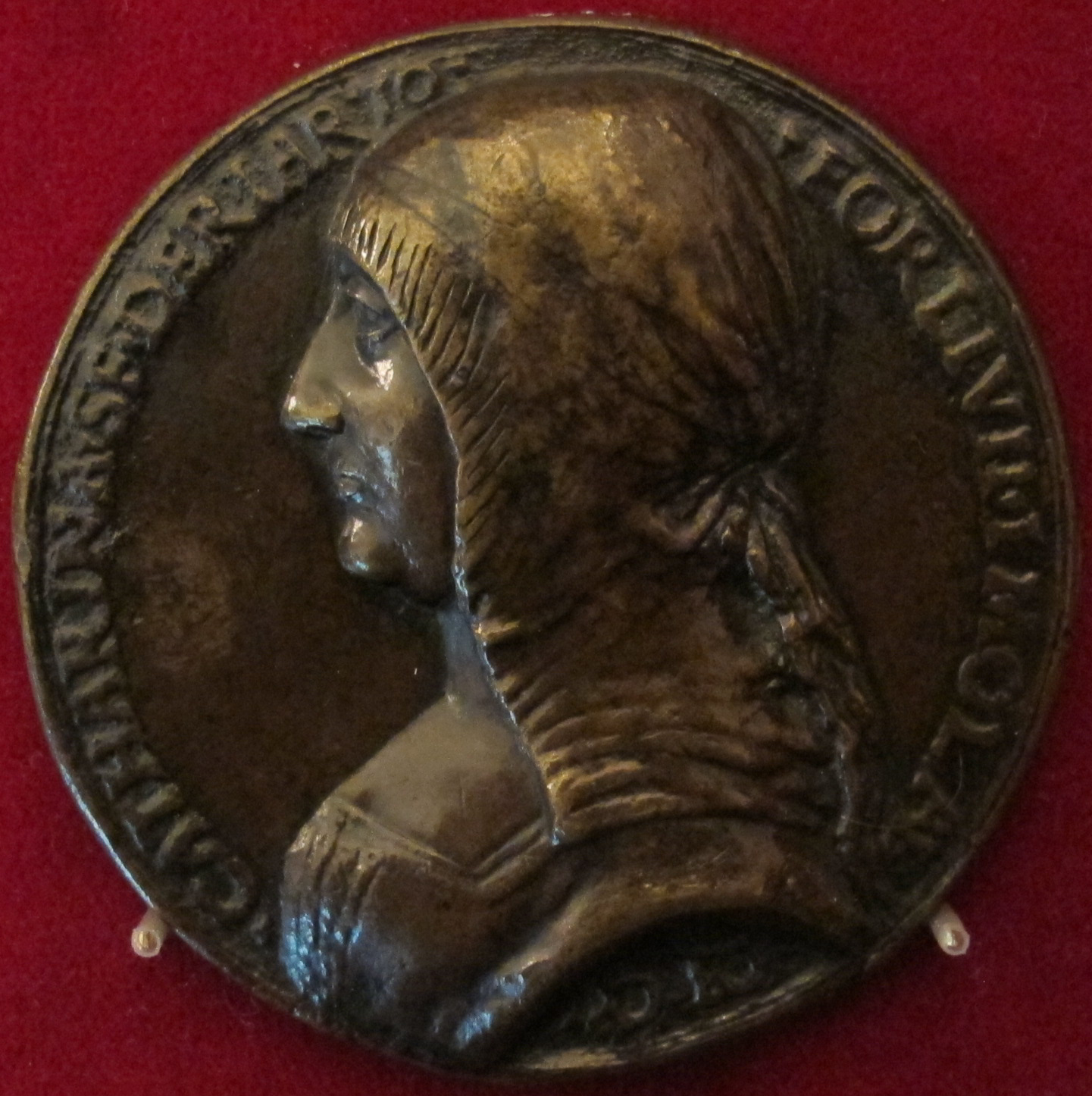
La contessa Caterina Sforza

Ludovico le rispose di essere dispiaciuto, ma che tuttavia "è necessario il tollerarlo", perché, sebbene Fracasso dicesse "qualche male parole, el fa poi megliori facti", così la pregava che fosse "contenta de supportarlo, perché la lo vincerà cum la cortesia". La situazione a Forlì era complicata anche dal fatto che egli entrasse di frequente in contrasto col fratello Gian Francesco, avendo i due opinioni divergenti in merito alle operazioni di guerra.
Poiché non riuscivano a mettersi d'accordo sul numero di genti d'armi da affidargli, Fracasso diede un secco ultimatum a Caterina, ricordandole orgogliosamente che era nelle sue abitudini aver sempre onore in battaglia, e mai vergogna: "Madonna, diteme più liberamente se havete bisogno de queste gente [d'armi] che sono qua, o sì, o no, perché io condurò ben mi queste gente [...] in loco che loro e mi [io] haranno [avranno] honore, perché non fu mai de costume nostro haver vergogna". E poiché non ottenne la risposta desiderata, si separò risentito dalla donna.
Egli per qualche ragione aveva preso in odio la contessa e, oltre a parlare continuamente male di lei, faceva quel che gli pareva e agiva di testa propria, non voleva collaborare né col fratello né con gli altri capitani, rifiutava di obbedire agli ordini e talvolta persino di parlare. Caterina, esasperata, supplicava lo zio che o lo richiamasse indietro o lo convincesse a collaborare, poiché con lui non valevano "né preghiere né raxone [ragione]."

### Seconda calata dei francesi
Tornato al servizio di Ludovico il Moro dopo un breve allontanamento, nel 1500 prese parte all'assedio di Novara e in seguito alla disfatta venne preso prigioniero insieme ai propri fratelli Galeazzo, Antonio Maria, e allo stesso Ludovico. In questa occasione il re Luigi XII disse di lui: "è un pazzo". Fu poi liberato dietro pagamento di un riscatto.
Trascorse gli ultimi anni della sua vita al servizio prima del pontefice e quindi dei veneziani. Nel 1515 ricoprì l'incarico di consigliere del duca di Nemours Giuliano de' Medici e quindi di Lorenzo de' Medici, capitano generale della Chiesa. Morì a Roma nel 1519.

## Discendenza
Da fonti sparse si hanno notizia di alcuni suoi figli e figlie, in numero imprecisato, avuti probabilmente dalla moglie Margherita Pio di Savoia. Di questi sono noti:
- Gianfrancesco, che fu altrettanto uomo d'armi e capitano al servizio di Venezia.[69]
- Una figlia per la quale nel 1497 cercava marito.[70]
- Gabriele, morto nel 1509 annegato nel Brenta.[16]

Fu forse figlio suo anche tal Martino Giovanni, battezzato il 10 novembre 1516 a Carpi, il quale è però registrato come figlio di "Fracaso priore".
Nel 1507 Margherita era ancora viva ma sembra che nel 1513 fosse ormai morta, perché correva voce che Fracasso avesse sposato la sorella del duca di Urbino, ossia Maria Giovanna, vedova di Venanzio da Varano, sebbene non fosse vero.

## Giudizi
(Giovanni Battista Valentini Cantalicio, Raccolta Di tutti i più rinomati Scrittori Dell'Istoria Generale Del Regno Di Napoli.)
(Diario di Ser Tommaso di Silvestro (1482-1514))
(Sonetto in morte di Roberto.)
(Théodore Godefroy, Histoire de Charles VIII,)
(Antonio Medin di Cordo, La obsidione di Padua del MDIX)